# Uglješa Šajtinac
Uglješa Šajtinac (Zrenjanin, 1. listopada 1971.)  je srpski pisac i dramatičar. Jedan je od dobitnika nagrade Europske unije za književnost za 2014. godinu.

## Životopis i rad
Šajtinac, rođen i odrastao u Zrenjaninu, dolazi iz umjetničke obitelji (majka je glumica u Narodnom kazalištu u Zrenjaninu, otac je pjesnik). Studirao je dramaturgiju na Fakultetu dramskih umjetnosti Sveučilišta umjetnosti u Beogradu, i diplomirao 1999. godine. Radio je kao dramaturg u Srpskom narodnom kazalištu u Novom Sadu od 2003. do 2005., i zatim postao profesor dramaturgije na Akademiji umjetnosti Sveučilišta u Novom Sadu. Zbog direktnog, sočnog, grubog, politički nekorektnog, ponegdje i uvredljivog, crnohumornog i sarkastičnog pisanja o postsocijalističkoj zbilji na Balkanu nazvali su ga istinskim punkerom srpske književnosti. U razgovoru za dnevniku Večernje novosti, kao autor generacije kojoj je na početku raspada Jugoslavije bilo jedva dvadeset godina, rekao je: Ne mislim da je teret koji svaka generacija ima na sebi naročito drugačiji, lakši ili teži, tegobniji ili da se nosi s lakoćom. Ljudski vek je ono što određuje trenutak u kojem ljudi osete da nešto moraju da učine ili se nikada više neće ponoviti taj trenutak. Ponavljajuća tema u njegovim djelima je pitanje iseljavanja, potrage za sretnijim životom koji se može naći drugdje, ako ne i kod kuće, ali na koje pitanje nije odgovoreno klišejsko, nego samo u umjetničkoj raspravi za dodatna pitanja koja nadilaze političke slogane.
Autor je u jednom pogledu već napisao povijest kazališta: on je prvi srpski dramatičar čije je drama Huddersfield premijerno prikazano u Engleskoj. Engleska inačica premijerno je izvedena u Leedsu 2004. godine, a srpska premijera 2005. godine u Jugoslovenskom dramskom kazalištu u Beogradu, premijera na njemačkom jeziku u Volksbühne Berlinu iste godine, i američka premijera 2006. godine u Chicagu. Drama je nagrađena Sterijinom nagradom za najbolji suvremeni dramski tekst na festivalu Sterijino pozorje 2005. godine, i dramski pisac sudjelovao je u stvaranju scenarija za istoimeni film iz 2007. godine. Beogradska pozornica odigrala je predstavu uspješno deset godina, s brojnim gostovanjima, između ostalog i 2007. u Zagrebačkom kazalištu mladih.
Godine 2018. na istoj zagrebačkoj pozornici nastala je uspješna nova hrvatska produkcija u adaptaciji Tomislava Zajeca i režiji Renea Medvešeka.
Međunarodna omladinska knjižnica u Münchenu uvrstila je knjigu Banda neželjenih kućnih ljubimaca na "popis preporučenih knjiga za djecu i mladežu 2019.", ovaj se popis svake godine predstavlja na Frankfurtskom sajmu knjiga.

## Izabrana djela
Romani, pripovijetki
- Čudesi prirode: prilozi obrani poezije (1993.)
- Nada stanuje na kraju grada (2002.)
- Sasvim skromni darovi (2011.)
- Žena iz Huareza (2017.)
- Banda neželjenih ljubimaca, knjiga za djecu (2017.)

Drame
- Rekviziter (premijera 1999.)
- Govorite li australski? (premijera 2002.)
- Huddersfield (premijera 2004.)
- Banat (premijera 2007.)
- Animals (premijera 2018.)

## Srpske nagrade (izbor)
- „Biljana Jovanović“ (2007.)
- „Borisav Stanković“ (2011.)
- „Politikinog zabavnika“ (2013.)
- „Andrićeva nagrada“ (2014.)
- „Isidora Sekulić“ (2017.)